# Linotype Compatil
Linotype Compatil ist eine Schriftsippe mit 16 Schriftschnitten, die sich aus den folgenden 4 Schriftfamilien zusammensetzt:
- Linotype Compatil Exquisit
- Linotype Compatil Fact
- Linotype Compatil Letter
- Linotype Compatil Text

An der Entwicklung der Linotype Compatil (von 1999 bis 2000) waren Silja Bilz, Reinhard Haus, Erik Faulhaber und Olaf Leu beteiligt.
Die Linotype Compatil Fact ist ein Neuentwurf. Die Linotype Compatil Exquisit entstand aus der Schrift Guardi, die Linotype Compatil Letter aus der Schrift LinoLetter und die Linotype Compatil Text aus der Schrift Linotype Centennial.
Im Jahr 2005 wurden die Schriftfamilien der Linotype Compatil durch echte Kursiv-Schnitte ergänzt.

## Wesentliche Merkmale
- Absolut einheitliche Laufweite der einzelnen Schriftfamilien, das erlaubt Austauschbarkeit bei unverändertem Satzspiegel.

- Tabellarische Ziffern, zur bestmöglichen Lesbarkeit, z. B. in Geschäftsberichten.